# Walter Draeger
Walter Draeger (* 14. Dezember 1888 in Batzlow bei Freienwalde; † 24. Januar 1976 in Weimar) war ein deutscher Komponist und Pädagoge. Er war Professor an der Staatlichen Hochschule für Theater und Musik Halle und der Hochschule für Musik „Franz Liszt“ Weimar. 1955 war er Mitinitiator der ersten Hallischen Musiktage.

## Leben
Walter Draeger wurde 1888 als Sohn eines Lehrers und Organisten in Batzlow bei Freienwalde (Kreis Oberbarnim, Provinz Brandenburg) geboren. Ab 1898 lebte er in Berlin, wo er bis zur Reifeprüfung das Sophien-Gymnasium besuchte. Von 1908 bis 1913 studierte er Geschichte, Romanistik und Musikwissenschaft an der Friedrich-Wilhelms-Universität zu Berlin. 1913 wurde er ebendort mit der Dissertation Das alte lübische Stadtrecht und seine Quellen zum Dr. phil. promoviert. Die Referenten der Arbeit waren Dietrich Schäfer und Michael Tangl. Während seines Studiums hielt er sich für zwei Jahre im französischen Grenoble und Paris (Sorbonne) auf. Bis 1944 war er als Studienrat an der Friedrichswerderschen Oberrealschule in Berlin tätig.
Nach dem Ersten Weltkrieg wurde er bei Otto Taubmann an der Staatlichen Akademischen Hochschule für Musik Berlin sowie bei Franz Schreker musikalisch ausgebildet. Erst nach 1945 trat er als Komponist hervor. Von 1949 bis 1952 unterrichtete er Musiktheorie und Tonsatz am Staatlichen Konservatorium Quedlinburg. 1952 wechselte er an die Staatliche Hochschule für Theater und Musik Halle, wo er 1953 zum Professor berufen wurde. Von 1955 bis 1963 lehrte er Musiktheorie und Komposition an der Hochschule für Musik „Franz Liszt“ Weimar. 1958 wurde er emeritiert.
Kompositorisch widmete sich Draeger insbesondere der Instrumentalmusik. Er setzte sich zum einen mit dem Volkslied auseinander. Zum anderen ist eine Verbindung „zu tradierten Gattungen sowie eine Neigung zu klassizistischem Denken u. einfacher, durchsichtiger Fraktur“ (Grützner 2004) zu erkennen. Ab 1925 wurden seine kammermusikalische Musik und Liederzyklen in der Funk-Stunde Berlin ausgestrahlt. Die Frühwerke allerdings wurden im Kriegsjahr 1944 in seiner Berliner Wohnung mehrheitlich vernichtet. Nach Gilbert Stöck ging er „zuweilen auf kritische Distanz zu einigen Dogmen des sozialistischen Realismus“; der Komponist verfolgte einen neuromantischen Stil.
1951 wurde er in den Zentralvorstand des Verbandes Deutscher Komponisten und Musikwissenschaftler (VDK) gewählt. Außerdem war er Gründungs- und Vorstandsmitglied des Arbeitskreises Halle im VDK und als solcher neben Fritz Reuter, Walther Siegmund-Schultze, Gerhard Wohlgemuth und anderen einer der Initiatoren der 1955 veranstalteten 1. Hallischen Musiktage. Von 1956 bis 1959 wirkte er als erster Vorsitzender des Bezirksverbandes Thüringen des VDK.
Draeger war mit Eva, geb. Hartmann, verheiratet und Vater eines Sohnes.

## Auszeichnungen
- 1955: Kunstpreis der Stadt Halle (für den Liederkreis Doris und Damon)[7]
- 1970: Literatur- und Kunstpreis der Stadt Weimar[8]
- Ehrennadel in Gold des Verbandes Deutscher Komponisten und Musikwissenschaftler[8]
- Ehrenmitglied des Verbandes Deutscher Komponisten und Musikwissenschaftler[7]

## Werke (Auswahl)

### Orchestermusik
- Sinfonietta für Saiteninstrumente, 1947
- Sinfonie, 1957
- Ein ernstes Vorspiel, 1961
- Suite nach Motiven der Oper In Schilda ist der Teufel los, 1962
- Suite für Kammer-Streichorchester, 1962
- Temperaturen für 18 Bläser, Harfe und Kontrabass, 1964
- Capriccio diabolico, 1972

### Konzertmusik
- für Flöte und Streichorchester, 1931
- Kleines Lehrbuch der Zoologie für Violine und kleines Orchester, 1937
- für Klavier und Orchester, 1952
- für Violine und Orchester, 1956
- für Violoncello und Orchester, 1961

### Kammermusik
- Divertimento für Violine und Klavier, 1940
- Introduktion und Rondo für Bläserquartett, 1942
- Altdeutsche Tanz- und Liebeslieder für Violine, Viola und Klavier, 1942
- Quartett für Bläser, 1947
- 3 Streichquartette, 1951; 1957; 1969
- 3 Miniaturen für Oboe und Klavier, 1956
- Concertino für 5 Bläser, 1962
- Rondo Vorwiegend Heiter für 5 Bläser nach alten deutschen Straßenrufen und Handwerksliedern, 1963

### Klaviermusik
- Konzert für 2 Klaviere, 1950
- Quedlinburger Klavierbuch, 1950

### Oper
- In Schilda ist der Teufel los, 1959/62

### Vokalmusik
- Anakreontische Rhapsodie für Bariton und kleines Orchester, 1938
- Bauernlegenden für Männerchor und Blasorchester, 1948
- Doris und Damon für Sopran, Oboe und Orchester, 1949
- Ewiger Kreis für Sopran und Orchester, 1954
- Zwiegesang für Sopran, Violine und Klavier, 1957
- Die Liebe höret nimmer auf für Sopran und Streichquartett, 1960
- In memoriam für Gesang und Kammerorchester, 1967

## Schriften (Auswahl)
- Das alte lübische Stadtrecht und seine Quellen. In: Hansische Geschichtsblätter 19 (1913), S. 1–91. (= Berliner Dissertation, 1913)